# Артамощенко Сергій Станіславович
Сергі́й Станісла́вович Артамо́щенко — полковник Збройних сил України. Заступник командувача Десантно-штурмових військ ЗСУ, начальник управління ракетних військ та артилерії ДШВ ЗСУ.

## З життєпису
Станом на серпень 2011 року підполковник Артамощенко — у складі 30-ї окремої механізованої бригади, командир бригадної артилерійської групи.
Станом на 2018 рік — заступник командувача, начальник управління ракетних військ та артилерії Десантно-штурмових військ ЗСУ.

## Нагороди
За особисту мужність і героїзм, виявлені у захисті державного суверенітету та територіальної цілісності України, вірність військовій присязі під час російсько-української війни нагороджений
- орденом Богдана Хмельницького III ступеня (26.2.2015).